# På begäran (album av Vikingarna)
På begäran är ett samlingsalbum av Vikingarna, släppt 1990.

## Låtlista
1. Du gav bara löften
2. När det våras i bland bergen (När det våras i bland bergen)
3. Crying in the Chapel
4. Du har gjort min gråa värld till guld igen (When My Blue Moon Turns into Gold Again)
5. Tre röda rosor
6. Maria Maruschka
7. Tredje gången gillt
8. Vikingablod
9. Mississippi
10. Leende guldbruna ögon (Beautiful, Beautiful Brown Eyes)
11. En liten mänska
12. En vissnad blomma
13. California
14. Lördagsafton
15. San Marino